# Prodromus systematis naturalis regni vegetabilis
Prodromus systematis naturalis regni vegetabilis est un traité de botanique en latin commencé par Augustin Pyrame de Candolle (sept premiers volumes) et continué par son fils Alphonse Pyrame de Candolle et 33 autres auteurs (dix derniers volumes). Publié entre 1824 et 1873, il est souvent abrégé « DC. Prod. » ou « Prodr. (DC.) ».

## Présentation
Le Prodromus systematis naturalis regni vegetabilis, de son titre complet Prodromus systemati naturalis regni vegetabilis, sive, enumeratio contracta ordinum generum specierumque plantarum huc usque cognitarum, juxta methodi naturalis normas digesta, est un traité sur la botanique en 17 volumes (in-8), publié entre 1824 et 1873. 
Il fut initié par Augustin Pyrame de Candolle (1778-1841), auteur des sept premiers volumes entre 1824 et 1839, qui le conçut comme une synthèse des descriptions de toutes les  plantes à graines connues en ce temps, auxquelles furent rajoutées de nombreuses espèces nouvellement décrites. Le Prodromus est organisé selon la classification de Candolle, basée sur la « méthode naturelle » de classification botanique.
Issu de la collaboration de 35 botanistes européens et contenant les descriptions de 58975 espèces, dont de nombreuses espèces nouvelles, il est une des œuvres majeures de la botanique du XIXe siècle,.

## Origine et premiers tomes

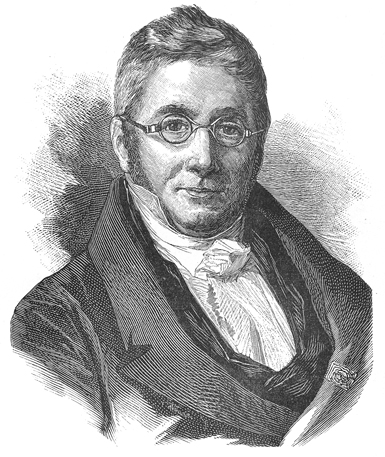
Augustin Pyrame de Candolle

Au tournant du XIXe siècle, Augustin Pyrame de Candolle étudie la botanique à Paris auprès des plus grands : René Louiche Desfontaines, Jean-Baptiste de Lamarck, Antoine-Laurent de Jussieu... Marqué par le Genera plantarum de Jussieu et les Principes élémentaires de botanique préfaçant la Flore française de Lamarck, il développe sa propre conception de la "méthode naturelle" de classification, qu'il synthétise en 1813 dans sa Théorie élémentaire de la botanique.
Il entreprend alors un travail titanesque : réaliser un ouvrage décrivant toutes les plantes connues organisées selon sa classification, une sorte de nouveau Species Plantarum, créé « pour remplacer l'ouvrage de Linné » selon ses propres mots.
En 1817 et 1821 paraissent les deux premiers tomes de Regni vegetabilis systema naturale dont les familles sont traitées de façon extensive, par monographies. La tâche est immense, nécessitant de nombreux déplacements dans les herbiers d'Europe ; cette période d'exploration botanique intense voit l'expansion rapide de ces herbiers, accroissant encore la quantité de travail. Le Regni vegetabilis doit être refondu en une nouvelle publication plus synthétique : le Prodromus Systematis Naturalis Regni Vegetabilis.
Le premier volume paraît en janvier 1824 et rencontre un accueil favorable, malgré les réticences de certains partisans du système linnéen devant la nouveauté de la classification proposée. Au fil des années, l'ouvrage s'impose face aux dernières publications utilisant le système linnéen et devient un ouvrage de référence.
Augustin Pyrame de Candolle y travaille jusqu'à sa mort, publiant les sept premiers volumes entre 1824 et 1839. Il est l'auteur de la grande majorité des traitements, excepté dans le septième tome (en deux parties) qui voit la collaboration de plusieurs autres botanistes de renom, dont son fils Alphonse Pyrame de Candolle (1806-1893) et son petit-fils Anne Casimir Pyrame de Candolle (1836-1918).

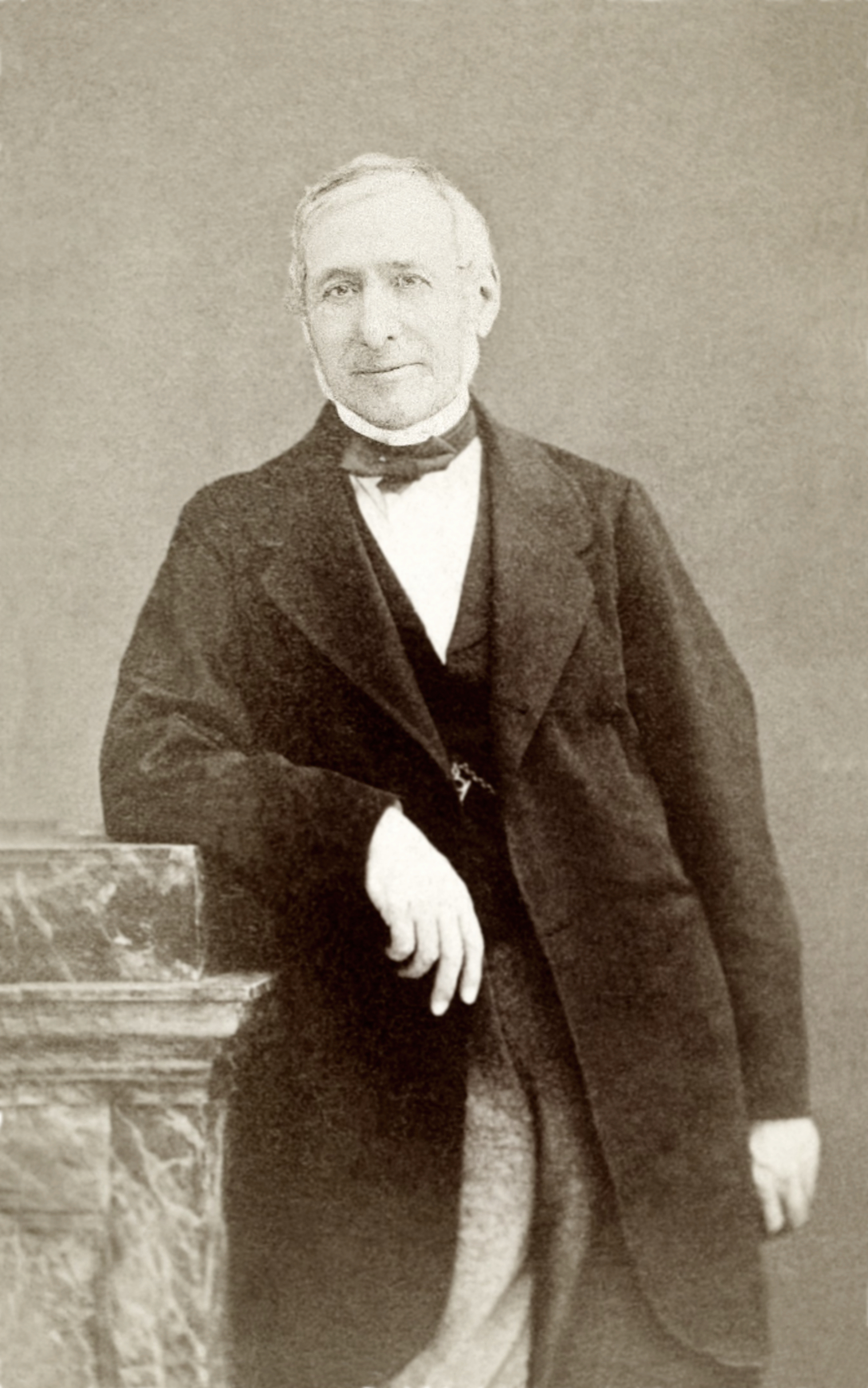
Alphonse Pyrame de Candolle

## Expansion et achèvement
Après la mort de son père, Alphonse de Candolle endosse la responsabilité d'amener à bon terme la publication du Prodromus. Il reprend les manuscrits laissées en attente et les complète, les publiant sous le nom de son père dans les volumes 8 à 10. D'autre part, il élargit le système de collaboration mis en place dans le septième volume du Prodromus. Aidé de Georges François Reuter (1805-1872), il contacte un nombre toujours croissant de botanistes pour requérir leur participation, tandis qu'il multiplie les demandes aux herbiers de prêt de matériel, notamment de matériel type.
Cette division de la charge de travail entre spécialistes, associée à l'exhaustivité du matériel étudié, fait prendre de l'ampleur au projet. Chaque famille étudiée bénéficie ainsi d'un traitement plus complet ; les volumes tardifs du Prodromus contiennent de véritables monographies, se rapprochant ainsi du plan originellement souhaité par Augustin Pyrame de Candolle pour son Regni vegetabilis.
Les volumes ne sont pas publiés plus vite pour autant, chaque contribution étant nécessaire à la parution des suivantes afin que le Prodromus suive scrupuleusement la classification de Candolle. Il faut près de trente ans pour faire paraître les dix volumes supplémentaires permettant l'achèvement de l'œuvre.

## Liste des auteurs
Liste des auteurs ayant contribué au Prodromus
- Nils Johan Andersson (1821-1880)
- Henri Ernest Baillon (1827-1895)
- George Bentham (1800-1884)
- Jean-Louis Berlandier (1805-1851)
- Pierre Edmond Boissier (1810-1885)
- Louis Édouard Bureau (1830-1918)
- Alphonse Pyrame de Candolle (1806-1893)
- Anne Casimir Pyrame de Candolle (1836-1918)
- Augustin Pyrame de Candolle (1778-1841)
- Jacques Denys Choisy (1799-1859)
- Joseph Decaisne (1807-1882)
- Jean Étienne Duby (1798-1885)
- Pierre Étienne Simon Duchartre (1811-1894)
- Michel Felix Dunal (1789-1856)
- August Wilhelm Eichler (1839-1887)
- Joseph Aloys von Froelich (1766-1841)
- Frédéric Charles Jean Gingins de la Sarraz (1790-1863)
- August Heinrich Rudolf Grisebach (1814-1879)
- Sir Joseph Dalton Hooker (1817-1911)
- Carl Friedrich Meissner (1800-1874)
- Friedrich Anton Wilhelm Miquel (1811-1871)
- Christian Horace Benedict Alfred Moquin-Tandon (1804-1863)
- Johannes Müller Argoviensis (1828-1896)
- Christian Gottfried Daniel Nees von Esenbeck (1776-1858)
- Carl Adolf Otth (1803-1839)
- Jules Émile Planchon (1816-1877)
- Filippo Parlatore (1816-1877)
- Eduard von Regel (1815-1892)
- Georges François Reuter (1805-1872)
- Johann Conrad Schauer (1813-1848)
- Diederich Franz Leonhard von Schlechtendal (1794-1866)
- Nicolas Charles Seringe (1776-1858)
- Hermann zu Solms-Laubach (1842-1915)
- Hugh Algernon Weddell (1819-1877)
- Alfred Wesmael (1832-1905)